# Многочлен поділу кола
Многочлен поділу кола — многочлен, що має вигляд:
{\displaystyle \Phi _{n}(X)=\prod _{\omega }(X-\omega )\,}
де {\displaystyle \omega } — первісні корені степеня n з одиниці і добуток береться за всіма такими коренями. Степінь многочлена {\displaystyle \Phi _{n}(X)} — кількість натуральних чисел, менших, ніж n, і взаємно простих з n. 

## Властивості
Многочлени поділу кола задовольняють співвідношенню:
{\displaystyle \prod _{d\mid n}\Phi _{d}(X)=X^{n}-1}
де добуток береться за всіма додатними дільниками d числа n, включно зі самим n. Це співвідношення дозволяє рекурсивно обчислювати многочлени {\displaystyle \Phi _{n}(X)} шляхом ділення многочлена {\displaystyle X^{n}-1} на добуток усіх {\displaystyle \Phi _{n}(X),\,d<n,\,d\mid n}:
{\displaystyle \Phi _{n}(X)={\frac {X^{n}-1}{\prod _{d|n}\Phi _{d}(X)}}}
При цьому коефіцієнти многочлена належать початковому полю P, а у випадку поля раціональних чисел — коефіцієнти є цілими числами. 
Якщо n=pm — степінь простого числа і характеристика поля P рівна нулю то:
{\displaystyle \Phi _{n}(X)=\sum _{0\leq k\leq p-1}X^{kp^{m-1}}.}
Зокрема для m = 1:
{\displaystyle \Phi _{p}(X)=1+X+X^{2}+\cdots +X^{p-1}.}
Для многочлена {\displaystyle \Phi _{n}(X)} можна подати явну формулу через функцію Мебіуса μ:
{\displaystyle \prod _{d\mid n}(X^{d}-1)^{\mu (n/d)}=\Phi _{n}(X)}
Наприклад: 
{\displaystyle \Phi _{12}(X)=(X^{1}2-1)(X^{6}-1)^{-1}(X^{4}-1)^{-1}(X^{3}-1)^{0}(X^{3}-1)(X^{1}-1)^{0}=X^{4}-X^{2}+1}
Над полем раціональних чисел усі многочлени {\displaystyle \Phi _{n}(X)} є незвідними, але над скінченними полями ці многочлени можуть розкладатися на множники. Так, над полем лишків за модулем 11 виконується рівність: 
{\displaystyle \Phi _{12}(X)=X^{4}-X^{2}+1=(X^{2}+5X^{1}+1)(X^{2}-5X+1).}

## Рівняння поділу кола
Рівняння {\displaystyle \Phi _{n}(X)=0}, що дає всі первісні корені степеня n з одиниці, називаються рівнянням поділу кола. У випадку числових полів розв'язок цього рівняння в тригонометричній формі має вигляд: 
{\displaystyle \xi _{n}^{k}=\cos {\frac {2\pi k}{n}}+i\sin {\frac {2\pi k}{n}}}
де дріб {\displaystyle {\frac {k}{n}}} нескоротний, тобто k і  n — взаємно прості. Розв'язування в радикалах рівняння поділу кола тісно пов'язане із задачею побудови правильного n-кутника або з еквівалентною їй задачею поділу кола на n рівних частин, а саме, задача поділу кола на n частин розв'язується за допомогою циркуля та лінійки тоді і тільки тоді, коли рівняння {\displaystyle \Phi _{n}(X)=0} розв'язується в квадратних радикалах. 

## Приклади
{\displaystyle \Phi _{1}(X)=X-1}
{\displaystyle \Phi _{2}(X)=X+1}
{\displaystyle \Phi _{3}(X)=X^{2}+X+1}
{\displaystyle \Phi _{6}(X)=X^{2}-X+1}
{\displaystyle \Phi _{9}(X)=X^{6}+X^{3}+1}
{\displaystyle \Phi _{15}(X)=X^{8}-X^{7}+X^{5}-X^{4}+X^{3}-X+1}